# Castello di Cogne
Das Castello di Cogne (auch Castello reale di Cogne) liegt neben der Kirche Sant’Orso im Zentrum der Siedlung Cogne im Aostatal. Es handelt sich um eine alte, königliche Residenz, die als Nationaldenkmal gilt. Das umgebaute Gebäude ist in privater Hand und nicht öffentlich zugänglich.

## Beschreibung
Die Höhenburg wurde im Laufe der Jahrhunderte mehrmals umgebaut. Sie zeigt sich als plumpes Gebäude mit fünf Stockwerken und einem rechteckigen Grundriss, der die Vergangenheit als mittelalterliches Torhaus zeigt.

## Geschichte
1191 gestattete der Graf von Savoyen, Aosta und Maurienne, Thomas I., dem Bischof von Aosta, sich eine Burg in Cogne bauen zu lassen, dessen geistlicher und politischer Herr er war («Pactum insuper fuit ut ipse episcopus si voluerit in valle de Conia castrum erigere valeat (...)»). Die Burg wurde vermutlich 1202 fertiggestellt, als die Pfarrkirche eingeweiht wurde, aber die ersten sicheren Aufzeichnungen über ihre Existenz stammen aus einer Charta von 1245, in der von einem «turris domini episcopî» (dt.: Turm des bischöflichen Hauses) die Rede ist. Im Mittelalter verwaltete der Kastellan des Bischofs die Grafschaft Cogne und residierte im Turm. In der Folge war auch eine Garnison in der Burg untergebracht. Im 15. Jahrhundert wurde von dort aus die Lokalpolitik gemacht und es fanden dort Generalaudienzen statt.
Lange war die Burg dem Verfall preisgegeben, erst 1844 leitete der Pfarrer Pierre-Balthazard Chamonin die Restaurierung ein, als die Pfarrgemeinde Cogne sie für André Jourdain, den Bischof von Aosta, in Besitz nahm. Jedoch schafften die Leggi Siccardi (Festlegung der Trennung von Staat und Kirche) 1850 die Privilegien, die die katholische Kirche bis dahin genoss, ab und die Pfarrei wurde 1867 enteignet.
Die Burg Cogne wurde 1873 versteigert und ein Repräsentant des Königs kaufte es. Viktor Emanuel II., dessen Spitzname „Le Roi chasseur“ (dt.: der Jägerkönig) war, ließ daraus ein Jagdschloss machen, um von dort aus sich in das königliche Jagdreservat zu begeben, dessen Territorium der Ursprung des Nationalparks Gran Paradiso war. Sein Nachfolger, König Viktor Emanuel III., der nicht annähernd so interessiert an Alpensteinböcken war, machte keinen Gebrauch mehr von dem Jagdschloss. Erst 1915 wurde es von einem Privatmann übernommen.
Später wurde die Burg Cogne ein Hotel und anschließend bauten die Josephschwestern dort ein Ferienlager auf. Heute ist das Haus in privater Hand und in Wohnungen aufgeteilt.
Eine Steintafel an der Fassade weist das Gebäude als Nationaldenkmal aus.